# Johann Müller (Orgelbauer)
Johann Müller (* 1. Oktober 1817 in Bachem; † 17. April 1875 in Viersen) war ein deutscher Orgelbauer.

## Leben
Johann Müller wurde geboren als erstes von sieben Kindern des Landwirts Theodor Müller und dessen Ehefrau Katharina Theisen. Er erlernte den Beruf eines Orgelbauers bei Engelbert Maaß (1781–1850). Ab 1849 trat er als selbstständiger Orgelbauer auf. Am 5. Oktober 1850 heiratete er Luisa Huberta Berger, Tochter eines Gastwirts, die Ehe blieb kinderlos. Zeitlebens litt er unter Atembeschwerden, die ihm oft die Arbeit unmöglich machten. Er starb an einer Lungentuberkulose.

## Werke
Das Wirken Müllers umfasste den Raum Viersen, Mönchengladbach und Neuss. Einer seiner Schüler war Franz Joseph Schorn (1834–1905), der sich 1868 in seinem Heimatort Kuchenheim mit eigener Werkstatt niederließ.
Folgende Orgelbauten oder -reparaturen von Johann Müller sind belegt.
Die Größe der Instrumente wird in der fünften Spalte durch die Anzahl der Manuale und die Anzahl der klingenden Register in der sechsten Spalte angezeigt. Ein großes „P“ steht für ein selbstständiges Pedal, ein kleines „p“ für ein angehängtes Pedal. Eine Kursivierung zeigt an, dass die betreffende Orgel nicht mehr erhalten ist oder lediglich noch der Prospekt aus der Werkstatt stammt.
| Jahr      | Ort                           | Gebäude                      | Bild | Manuale | Register | Bemerkungen |
| --------- | ----------------------------- | ---------------------------- | ---- | ------- | -------- | --- |
| 1849      | Viersen-Helenabrunn           | St. Helena                   |      | II/P    | 24       | Das Werk wurde 1912 durch eine neue Orgel der Firma Klais in Bonn ersetzt. |
| 1849      | Mönchengladbach               | Münster St. Vitus            |      |         |          | Reparaturen und Stimmung der Orgel |
| 1850      | Mönchengladbach-Rheindahlen   | St. Helena                   |      | II/P    |          | Erweiterung der von Johann Peter Fabritius 1828 erbauten Orgel um ein Positiv. Die Orgel wurde 1912 in der ein Jahr zuvor erbauten Pfarrkirche St. Antonius in Düsseldorf-Oberkassel aufgestellt, wo sie um ein drittes Manual ergänzt wurde. Bei der Zerstörung der Kirche im Zweiten Weltkrieg wurde die Orgel vernichtet. |
| 1851      | Mönchengladbach-Neuwerk       | Klosterkirche                |      | I/p     | 7        | Erweiterung eines barocken Instrumentes (7 Register, einmanualig). 1873 erfolgte ein Neubau durch Franz Wilhelm Sonreck, 1927 ein weiterer Neubau durch Georg Stahlhuth, Aachen. |
| 1855      | Mönchengladbach-Giesenkirchen | St. Gereon                   |      | II/P    | 23       | Neubau. Die Orgel wurde 1908 auf Anraten des Kölner Domkapellmeisters und Domkapitulars Karl Cohen durch ein neues Werk der Firma Klais in Bonn ersetzt. |
| 1856      | Bonn-Küdinghoven              | St. Gallus                   |      | II/P    | 20       | Neubau. Das Instrument wurde 1927 zugunsten eines Werkes der Firma Klais aufgegeben. |
| 1856      | Euskirchen                    | St. Martin                   |      | II/P    | 27       | Erweiterung der 1820 von Engelbert Maaß veränderten Barockorgel aus dem Jahr 1717 um ein zweites Manual sowie ein selbständiges Pedal. Die Orgel wurde 1976 von der Firma Weimbs in Hellenthal restauriert und ist in ihrer Originalsubstanz (Register von 1717, 1829, 1856 und später) weitestgehend erhalten. |
| 1860      | Garzweiler                    | St. Pankratius               |      | II/P    | 20       | Neubau. Das Orgelwerk wich 1927 einer pneumatischen Orgel von Seifert in Köln unter Veränderung des neugotischen Prospektes. Inzwischen steht das abermals veränderte Gehäuse mit einem Werk der Opladener Firma Weyland-Orgelbau in der Kirche von Jüchen-Neu Garzweiler. |
| 1861      | Merbeck                       | St. Maternus                 |      |         |          | Reparatur oder Stimmung der von den Gebr. Müller (Reifferscheid) erbauten Orgel. |
| 1861      | Leverkusen-Lützenkirchen      | St. Maurinus                 |      | II/P    | 21       | Neubau. Die Orgel ist heute nicht mehr vorhanden. |
| 1862      | Blatzheim                     | St. Pantaleon                |      |         |          | Neubau einer Orgel. Müller erwähnt in seinem umfangreichen Schriftverkehr mit dem Pfarrer Klein in Lützenkirchen, dass er beim Orgelneubau in Blatzheim 300 Taler für die Inzahlungnahme der vorhandenen Orgel stehen lassen musste und deshalb in einer finanziell kritischen Situation sei. Müllers Instrument wurde beim Neubau der Kirche 1923 der Firma Klais in Bonn in Zahlung gegeben, die 1928 eine neue Orgel lieferte. |
| 1864      | Mönchengladbach-Hardt         | St. Nikolaus                 |      | II/P    | 28       | Neubau. Das Werk wurde 1902 von der Firma Klais in Bonn völlig umgebaut und das Gehäuse neu konzipiert. Nach 70 Jahren war dieses Werk in einem derart schlechten Zustand, dass 1978 in das historische Gehäuse von der Firma Winfried Albiez in Lindau eine neue Schleifladenorgel eingebaut wurde, in der drei Register von Müller Platz fanden. |
| 1867–1869 | Neuss-Grefrath                | St. Stephanus                |      | II/P    | 30       | Die Grefrather Orgel ist das größte Werk, das Müller baute, ihr historisches Pfeifenwerk ist noch zu etwa 50 % erhalten. |
| 1870      | Otzenrath                     | St. Simon und Judas Thaddäus |      | II/P    | 18?      | Neubau. Es liegen keine Dokumente über Planung und Neubau der Orgel mehr vor. Im April 1871 wird berichtet, dass die im Jahr zuvor errichtete Orgel vom Brühler Musikdirektor Toepler revidiert worden sei. Erste Aufzeichnungen stammen aus den 1930er Jahren, als der Mönchengladbacher Musikwissenschaftler Karl Dreimüller die Disposition der 1925 durch den Orgelbauer Köpp aus Grevenbroich veränderten Orgel aufzeichnet. Nach Kriegsbeschädigungen wurde 1960 von der Firma Karl Bach in Aachen unter Verwendung noch brauchbaren Materials eine neue Orgel gebaut, die vor dem Abbruch der Kirche 2006 nach Polen verkauft wurde. |
| 1870–1872 | Hochneukirch                  |                              |      | II/p    | 17       | vor 1873: Neukirchen, St. Pantaleon: Umbau und Erweiterung der vorhandenen, aus dem Kloster Welchenberg stammenden Orgel. Müller übernahm weitestgehend den alten Bestand der Barockorgel, auch wenn der Klang dem damaligen Zeitgeschmack nicht entsprach. Vier Register wurden neu angeschafft, die übrigen Änderungen aus dem Bestand erstellt. Die Orgel wurde 1929 durch ein Werk der Firma Klais in Bonn ersetzt. |
| 1874      | Geyen                         | St. Cornelius                |      | I/p     |          | seit 1967 in Langendorf (Zülpich), St. Cyriakus: Neubau Register. Die Orgel wurde 1970 durch die Werkstatt Weimbs in Hellenthal restauriert und um ein selbständiges Pedalwerk erweitert. |